# Lars Arnesson
Lars Arnesson (Sandviken, Suecia; 20 de febrero de 1936-1 de octubre de 2023) fue un futbolista y entrenador de fútbol sueco que jugó en la posición de defensa.

## Carrera

### Jugador
| Periodo   | Club           |
| --------- | -------------- |
| 1954-1959 | Sandvikens IF  |
| 1960-1964 | Djurgårdens IF |

### Entrenador
| Periodo   | Club           |
| --------- | -------------- |
| 1969      | Skövde AIK     |
| 1970-1972 | Kalmar FF      |
| 1975-1976 | Suecia sub-21  |
| 1977-1978 | Östers IF      |
| 1979      | Djurgårdens IF |
| 1979      | Suecia sub-21  |
| 1980-1985 | Suecia         |

## Logros

### Jugador
- Allsvenskan (1): 1964[5]

### Entrenador
- Allsvenskan (1): 1978
- Copa de Suecia (1): 1977